# Heino Enden
Heino Enden (Tallinn, 13 december 1959) is een gepensioneerde Estisch professioneel basketbalspeler die uitkwam voor het nationale team van de Sovjet-Unie.

## Carrière
Enden begon zijn basketbalcarrière bij Kalev Tallinn in 1978. Hij bleef vijf jaar bij die club. In 1983 ging Enden naar CSKA Moskou. Met CSKA werd Enden twee keer landskampioen van de Sovjet-Unie in 1984 en 1988. In 1988 sloot Enden zijn carrière af bij Tampereen Pyrintö.
Enden kwam van 1982 tot 1987 uit voor de Sovjet-Unie. Hij won goud op de Wereldkampioenschappen in 1982. Ook won Enden goud op het Europees Kampioenschap in 1985 en won hij zilver in 1987 en brons in 1983.
In 2001 was Enden een aantal jaren hoofdcoach van het nationale team Estland.
Sinds 2000 was Enden het hoofd van de sportdienst van de krant Eesti Päevaleht. Hij was getrouwd met de wereldkampioene in ritmische gymnastiek Galina Beloglazova. Zijn zoon Anthony speelt ook basketbal.

## Erelijst
- Landskampioen Sovjet-Unie: 2
  - Winnaar: 1984, 1988
  - Tweede: 1985, 1986, 1987
- Wereldkampioenschap: 1
  - Goud: 1982
- Europees Kampioenschap: 1
  - Goud: 1985
  - Zilver: 1987
  - Brons: 1983